# Cueva de Aroeira
La cueva de Aroeira es una cueva y yacimiento arqueológico ubicado en Almonda, municipio de Torres Novas, centro de Portugal, donde se han encontrado herramientas de piedra, huesos fósiles de especímenes de Homo preneandertales y rastros de manejo del fuego.

## Yacimiento arqueológico y paleontológico
Las investigaciones y excavaciones en curso desde 1987, en el conjunto de localidades paleoantropológicas en Almonda, han producido restos humanos y ricos niveles arqueológicos del Paleolítico Inferior, Medio y Superior así como el Neolítico temprano y los períodos prehistóricos posteriores. Dentro del sistema kárstico de Almonda, la Gruta da Aroeira fue investigada por primera vez entre 1998 y 2002, cuando se revelaron un gran número de bifaces Achelenses asociadas a restos de fauna y dos dientes humanos, Aroeira 1 y 2, relativamente grandes comparados con referencias contemporáneas como la Sima de los Huesos.
La cueva tiene una estratigrafía de unos 4 m de espesor, con tres unidades principales. El cráneo Aroeira 3 fue descubierto en la unidad 2, de unos 2 m de espesor, que también incluye herramientas Acheulenses. Un total de 387 herramientas de piedra fueron descubiertas, incluyendo 17 de dos caras, 27 herramientas con trazas de retoque, 43 núcleos, y 180 chips y escombros, y finalmente 114 residuos, algunos de los cuales pueden haber sido aportado desde el exterior durante las excavaciones. El cuarzo es el material preferido, el pedernal es raro.
Los restos de la fauna están muy fragmentados. Hay dientes aislados, falanges, huesos de carpa y tarso y fragmentos de madera. En total, fueron hallados 209: 58 de venados, y 46 équidos. Se encontraron dos fragmentos de Rhinocerotidae, tanto Stephanorhinus como Hundsheimensis, así como cuatro osos, un bóvido grande (bisonte), un caprino y una tortuga (Testudo). Algunos están calcinados en la base de la capa 2 y en asociación con herramientas de piedra y el cráneo.

## Cráneo Aroeira 3
El cráneo de Aroeira 3 muestra varios rasgos característicos de los cráneos europeos del Pleistoceno medio anterior. Sin embargo, la combinación de rasgos en el cráneo Aroeira 3 no se ve en ningún otro individuo.
Una característica común de Aroeira 3 con los neandertales es la forma general del cráneo. Después de la captura de la muestra por tomografía axial computarizada, la parte derecha bien conservada de Aroeira 3 puede ser reflejada para simular el lado izquierdo y para apreciar la forma total. De esta manera se observa la orientación vertical de los parietales, muy diferente del tipo ancestral de Homo erectus, donde convergen fuertemente hacia arriba. En vista posterior, esta orientación vertical da una apariencia bastante circular al cráneo, opuesta al aspecto pentagonal marcado en Homo erectus.
Una de las principales características de los europeos del Pleistoceno medio es la aparición del torus supraorbitario. En Steinheim, Petralona, Bilzingsleben y Sima de los Huesos, como también en los neandertales del Pleistoceno inferior, los arcos supraorbitarios son curvados mediolateralmente (en vista frontal) y redondeados en su superficie anterior. Los dos arcos pueden fundirse completamente en una hinchada región glabelar, o pueden permanecer más o menos separados en el plano medio por una depresión glabelar. Esta morfología supraorbitaria, con diferentes grados de fusión glabelar. También es el caso, antes en el Pleistoceno, del espécimen ATD6-15 de la Gran Dolina. Estos rasgos se combinan con una eminencia articular sobreelevada, que contrasta con la eminencia articular más plana que es una característica que aparece muy temprano en la evolución neandertal. Sin embargo, en Arago y el hombre de Ceprano, esta característica está más cerca de especímenes africanos como los de Kabwe y Bodo, donde los arcos están separados, más planos y menos curvos. Aunque la morfología exacta de los arcos es difícil de reconstruir para Aroeira 3, parecen estar fusionadas alrededor de un hueso frontal hinchado. El lado derecho conservado muestra un redondeado, acercándose al espécimen de Bilzingsleben B1, más que los demás. A pesar de la abrasión, se observa generalmente que el torus es grueso, en comparación con el resto de los individuos pleistocénicos, bastante cerca de Bodo y Ceprano, pero menos gruesa que B1. El pilar interorbital es ancho. Esta combinación de rasgos en el cráneo Aroeira 3 aumenta la diversidad previamente documentada en el registro fósil del pleistoceno medio europeo.
Varias muestras de unidades litoestratigráficas han sido analizadas por el método Urano-Torio y proporcionan una cronología coherente. Primero, una estalagmita fue enterrada debajo de los sedimentos, por lo que su formación es anterior a ella. La datación de su superficie arrojó 406 ± 30 ka, limita la edad de las siguientes capas a las que pertenece el cráneo. El techo sedimentario de la cueva le proporciona una edad mínima, y está fechado a 418 ka. La edad del cráneo está entonces entre 390 y 436 mil años.